# Renata de Francia
Renata de Francia (Blois, 25 de octubre de 1510-Montargis, 12 de junio de 1575), duquesa de Chartres y de Montargis. Fue la madre de Alfonso II de Este, quien poco después de acceder al trono, la repatrió.

## Biografía
Era la segunda hija de rey Luis XII de Francia, descendiente de la dinastía Valois, y de Ana de Bretaña. Su hermana era Claudia de Francia, las dos únicas hijas del matrimonio. Su madre siempre había luchado ferozmente por mantener la independencia de Bretaña de la corona francesa, e intentó legar el ducado a Renata. Sin embargo, Luis XII, ignorando su deseo, se lo concedió a su heredero, Francisco I. Más tarde, como compensación a la renuncia a reclamar sus derechos sobre el ducado de Bretaña, Francisco le concedió otro, el ducado de Chartres.
Al quedar huérfana a temprana edad, fue educada por la fiel señora de Soubise.

## Matrimonio y descendencia
Renata se casó en 1527, a los 17 años, con Hércules II de Este (1508-1559), duque de Ferrara, de Módena y de Reggio, hijo primogénito de Alfonso I de Este y de Lucrecia Borgia. Aportó como dote Chartres y Montargis. El 31 de octubre de 1534, su suegro murió y Hércules sucedió al trono. Apenas había prestado juramento de fidelidad al papa Pablo III cuando se volvió contra los franceses en su propia corte, muchos de los cuales habían sido traídos por Renata. 
Renata y Hércules tuvieron cinco hijos: 

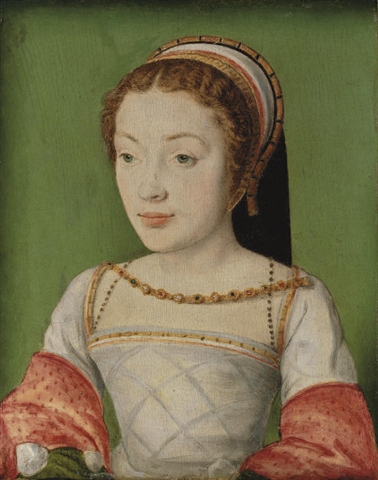
Renata de Francia.

- Ana (1531-1607), señora de Montargis, casada:
  1. en Saint-Germain-en-Laye, en 1548 con Francisco II de Guisa (1519-1563)
  2. en Saint-Maur-des-Fossés, en 1566, con Jacobo de Saboya-Nemours (1531-1585)

- Alfonso II (1533-1597), duque de Ferrara, de Módena y de Reggio. Casado con 
  1. Lucrecia de Médici (1558-1561)
  2. Bárbara de Austria (1565-1572)
  3. Margarita Gonzaga (1579-1597)

- Lucrecia (1535-1598), casada en 1570 con Francisco II della Rovere, duque de Urbino (1548-1631).

- Leonor (1537-1581).

- Luis (1538-1586), obispo de Ferrara y arzobispo de Auch. El Papa Pío IV lo nombró cardenal.

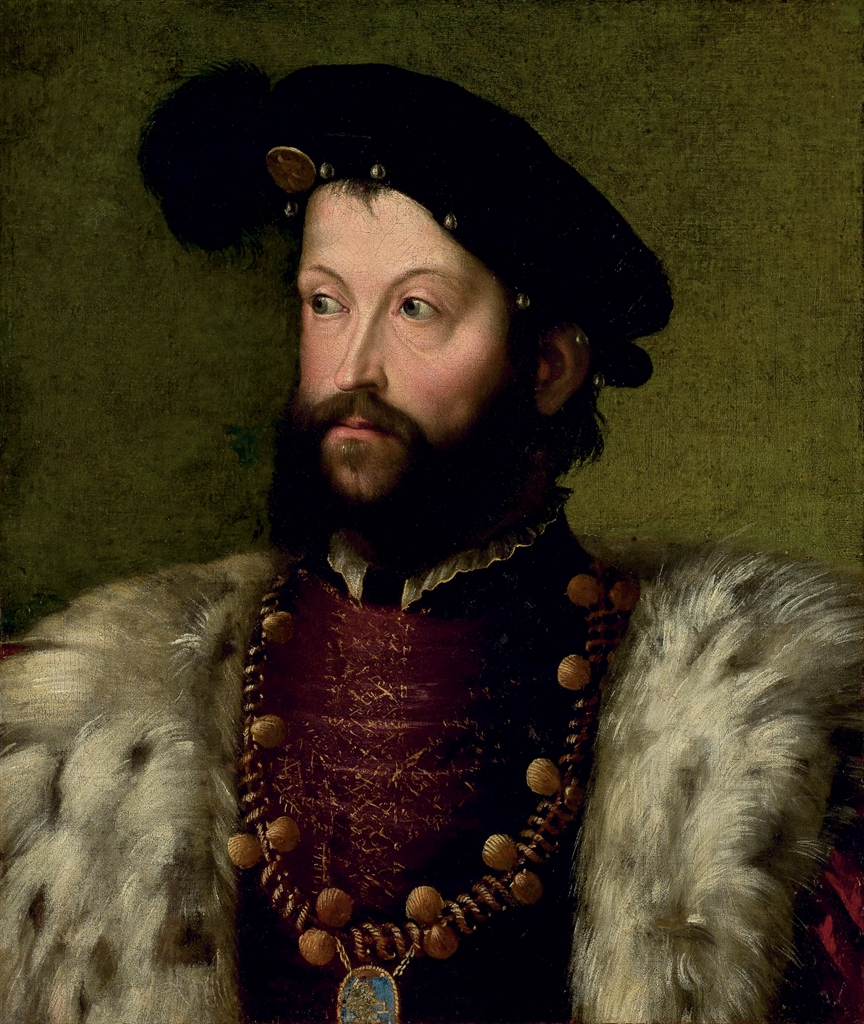
Hércules II de Este, esposo de Renata.

## Juicio por herejía
Renata no solo mantuvo correspondencia con una gran cantidad de protestantes en el extranjero y con simpatizantes intelectuales como Vergerio, Camillo Renato, Giulio di Milano y Francis Dryander, sino que también en dos o tres ocasiones, alrededor de 1550 o más tarde, participó de la Eucaristía de la manera protestante junto con sus hijas y compañeros creyentes. Mientras tanto, a pesar de su esplendor externo, su vida se había vuelto triste. La última de sus invitadas francesas, la hija y yerno de Madame de Soubise de Pons, se vio obligada, en 1543, por la restricción impuesta por el duque, a abandonar la corte. La Contrarreforma, que había estado operativa en Roma desde 1542, condujo a la introducción de un tribunal especial de la Inquisición en Ferrara, en 1545, a través del cual, en 1550 y 1551, se decretaron sentencias de muerte contra simpatizantes protestantes.
Finalmente, Renata fue arrestada como hereje y declaró la pérdida de todas sus posesiones a menos que ella se retractara. Ella resistió firmemente por algún tiempo, hasta que le quitaron a sus dos hijas, supuestamente para siempre. Entonces, como condición para reunirse con sus hijos, tuvo que retractarse y abjurar de su fe protestante. Luego cedió, confesó el 23 de septiembre de 1554, aunque posteriormente se negó a asistir a la adoración católica, y especialmente a la misa, que para ella era una forma de blasfemia. 

## Carrera
En Ferrara, protegió y cultivó las ciencias y la literatura, reuniendo alrededor de ella a hombres distinguidos en estas materias. Dio asilo a Juan Calvino y a Clément Marot, ambos perseguidos por sus ideas religiosas.
Al morir su esposo, se trasladó a Francia, se declaró protestante y se instaló en Montargis. A pesar de las amenazas de su yerno, el duque de Guisa, acogió a todos aquellos reformistas que buscaban refugio, especialmente al pequeño Enrique de Navarra (futuro rey Enrique IV de Francia), durante el tiempo en que se desarrolló la primera guerra de religión.
Presente en la boda entre Enrique de Navarra y Margarita, en 1572, su mansión fue protegida por la guardia y por su yerno, el duque de Nemours, durante la Matanza de San Bartolomé (24 de agosto de 1572).
Abrumada por la espantosa tragedia, la duquesa dejó París y regresó a Montargis, acompañada por una escolta fuertemente armada y puesta a su disposición por el rey. 
Murió tres años después, a los 64 años.